# 雷德克利夫-莫德報告

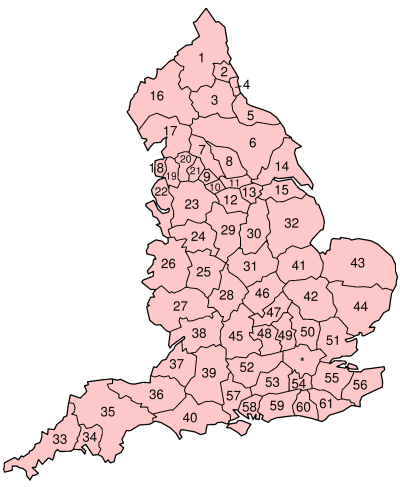
報告建議的英格蘭行政區劃。

《雷德克利夫-莫德報告》（英語：Redcliffe-Maud Report，Cmnd. 4040）是由男爵約翰·雷德克利夫-莫德(John Redcliffe-Maud)領導的皇家委員會(Royal Commission)在1966年-1969年間編寫的英格蘭地方政府規劃建議。皇家委員會的任務是觀察英格蘭的地方政府結構，建議有什麼可改善。因為大倫敦在1965年已改組，故它不在觀察之列。
有參與編寫的成員包括：約翰·雷德克利夫-莫德（主席）、J·E·博爾頓（J.E. Bolton，副主席）、德里克·西尼爾（Derek Senior）、弗朗西斯·希爾（Francis Hill）、維克托·費瑟（Victor Feathe）、A·H·馬歇爾（A. H. Marshall）、P·默塞爾（P. Mursell）、J·L·朗蘭（J. L. Longland）、R·C·沃利斯（R. C. Wallis）、T·丹·史密斯（T. Dan Smith）、戴姆·伊夫森·夏普（Dame Evelyn Sharp）。